# Indische Cricket-Nationalmannschaft in Südafrika in der Saison 2023/24
Die Tour der indischen Cricket-Nationalmannschaft nach Südafrika in der Saison 2023/24 fand vom 10. Dezember 2023 bis zum 7. Januar 2024 statt. Die internationale Cricket-Tour war Bestandteil der Internationalen Cricket-Saison 2023/24 und umfasste zwei Tests, drei One-Day Internationals und drei Twenty20s. Die Tests waren Bestandteil der ICC World Test Championship 2023–2025. Die Twenty20-Serie und Test-Serie endeten unentschieden 1−1, während Indien die ODI-Serie 2−1 gewann.

## Vorgeschichte
Für Südafrika war es die erste Tour der Saison, während Indien zuvor eine Tour gegen Australien spielte. Das letzte Aufeinandertreffen der beiden Mannschaften bei einer Tour fand in der Saison 2022/23 in Indien statt.

## Stadien
Die folgenden Stadien wurden für die Tour als Austragungsort vorgesehen:
| Stadion                  | Stadt        | Kapazität | Spiele         |
| ------------------------ | ------------ | --------- | -------------- |
| Centurion Park           | Centurion    | 22.000    | 1. Test        |
| Sahara Stadium Kingsmead | Durban       | 25.000    | 1. T20         |
| St George’s Park         | Gqeberha     | 19.000    | 2. T20; 2. ODI |
| Wanderers Stadium        | Johannesburg | 34.000    | 3. T20; 1. ODI |
| Newlands Cricket Ground  | Kapstadt     | 25.000    | 2. Test        |
| Boland Park              | Paarl        | 10.000    | 3. ODI         |

## Kaderlisten
Südafrika benannte seinen Test-, ODI- und T20-Kader am 4. Dezember 2023.
Indien benannte seine Test-Kader und seinen ODI- und T20-Kader am 30. November 2023.
| Test | Test | ODI | ODI | Twenty20 | Twenty20 |
| Südafrika | Indien | Südafrika | Indien | Südafrika | Indien |
| --- | --- | --- | --- | --- | --- |
| - Temba Bavuma (K) - Dean Elgar (VK) - David Bedingham - Nandre Burger - Gerald Coetzee - Zubayr Hamza - Marco Jansen - Aiden Markram - Keshav Maharaj - Wiaan Mulder - Lungi Ngidi - Keegan Petersen - Kagiso Rabada - Tristan Stubbs - Kyle Verreynne (wk) - Tony de Zorzi | - Rohit Sharma (K) - Jasprit Bumrah (VK) - Ravichandran Ashwin - KS Bharat (wk) - Abhimanyu Easwaran - Ruturaj Gaikwad - Shubman Gill - Shreyas Iyer - Ravindra Jadeja - Yashasvi Jaiswal - Avesh Khan - Ishan Kishan (wk) - Virat Kohli - Mukesh Kumar - Prasidh Krishna - KL Rahul (wk) - Mohammed Shami - Mohammed Siraj - Shardul Thakur | - Aiden Markram (K) - Ottniel Baartman - Nandre Burger - Tony de Zorzi - Beuran Hendricks - Reeza Hendricks - Heinrich Klaasen - Keshav Maharaj - Mihlali Mpongwana - David Miller - Wiaan Mulder - Andile Phehlukwayo - Tabraiz Shamsi - Rassie van der Dussen - Kyle Verreynne - Lizaad Williams | - KL Rahul (K, wk) - Shreyas Iyer (VK) - Deepak Chahar - Yuzvendra Chahal - Akash Deep - Ruturaj Gaikwad - Avesh Khan - Mukesh Kumar - Axar Patel - Rajat Patidar - Sanju Samson (wk) - Arshdeep Singh - Rinku Singh - Sai Sudharsan - Washington Sundar - Tilak Varma - Kuldeep Yadav | - Aiden Markram (K) - Ottniel Baartman - Nandre Burger - Matthew Breetzke - Gerald Coetzee - Donovan Ferreira - Beuran Hendricks - Reeza Hendricks - Marco Jansen - Heinrich Klaasen - Keshav Maharaj - David Miller - Lungi Ngidi - Andile Phehlukwayo - Tabraiz Shamsi - Tristan Stubbs - Lizaad Williams | - Suryakumar Yadav (K) - Ravindra Jadeja (VK) - Ravi Bishnoi - Deepak Chahar - Ruturaj Gaikwad - Shubman Gill - Shreyas Iyer - Yashasvi Jaiswal - Ishan Kishan (wk) - Mukesh Kumar - Jitesh Sharma (wk) - Arshdeep Singh - Rinku Singh - Mohammed Siraj - Washington Sundar - Tilak Varma - Kuldeep Yadav |

## Twenty20 Internationals

### Erstes Twenty20 in Durban
| 10. Dezember Scorecard | Durban | Südafrika | – | Indien |
|                        |        | Abgesagt  |   |        |

Spiel wurde auf Grund von Regenfällen abgesagt.

### Zweites Twenty20 in Gqeberha
| 12. Dezember Scorecard | Gqeberha | Indien 180-7 (19.3/19.3)                     | – | Südafrika 154-5 (13.5/15) |
|                        |          | Südafrika gewinnt mit 5 Wickets (D/L method) |   |                           |

Südafrika gewann den Münzwurf und entschied sich als Feldmannschaft zu beginnen. Als Spieler des Spiels wurde Tabraiz Shamsi ausgezeichnet.

### Drittes Twenty20 in Johannesburg
| 14. Dezember Scorecard | Johannesburg | Indien 201-7 (20)           | – | Südafrika 95 (13.5) |
|                        |              | Indien gewinnt mit 106 Runs |   |                     |

Südafrika gewann den Münzwurf und entschied sich als Feldmannschaft zu beginnen. Als Spieler des Spiels wurde Suryakumar Yadav ausgezeichnet.

## One-Day Internationals

### Erstes ODI in Johannesburg
| 17. Dezember Scorecard | Johannesburg | Südafrika 116 (27.3)         | – | Indien 117-2 (16.4) |
|                        |              | Indien gewinnt mit 8 Wickets |   |                     |

Südafrika gewann den Münzwurf und entschied sich als Schlagmannschaft zu beginnen. Als Spieler des Spiels wurde Arshdeep Singh ausgezeichnet.

### Zweites ODI in Gqeberha
| 19. Dezember Scorecard | Gqeberha | Indien 211 (46.2)               | – | Südafrika 215-2 (42.3) |
|                        |          | Südafrika gewinnt mit 8 Wickets |   |                        |

Südafrika gewann den Münzwurf und entschied sich als Feldmannschaft zu beginnen. Als Spieler des Spiels wurde Tony de Zorzi ausgezeichnet.

### Drittes ODI in Paarl
| 21. Dezember Scorecard | Paarl | Indien 296-8 (50)          | – | Südafrika 218 (45.5) |
|                        |       | Indien gewinnt mit 78 Runs |   |                      |

Südafrika gewann den Münzwurf und entschied sich als Feldmannschaft zu beginnen. Als Spieler des Spiels wurde Sanju Samson ausgezeichnet.

## Tests

### Erster Test in Centurion
| 26. – 28. Dezember Scorecard | Centurion | Indien 245 (67.4) & 131 (34.1)                  | – | Südafrika 408 (108.4) |
|                              |           | Südafrika gewinnt mit einem Innings und 32 Runs |   |                       |

Südafrika gewann den Münzwurf und entschied sich als Feldmannschaft zu beginnen. Für Indien erreichte Eröffnungs-Batter Yashasvi Jaiswal 17 Runs stand jedoch nach dem Verlust von drei Wickets und bei 24/3 nach 11.1 Overn. Danach konnten Virat Kohli und Shreyas Iyer eine Partnerschaft über 68 Runs aufbauen, bevor Iyer nach 31 Runs ausschied. Kurz danach verlor auch Kohli sein Wicket nach 38 Runs. In der Folge fand KL Rahul mit Shardul Thakur einen Partner. Thakur schied nach 24 Runs aus, bevor das Spiel wegen Regens und schlechtes Lichts unterbrochen wurde. Der Tag endete nach 59 Over beim Stand von 208/8. Der zweite Tag startete mit Verspätung wegen anhaltenden Regens und nassem Außenfeld. KL Rahul verlor in der Folge das letzte Wicket des Innings ein Century über 101 Runs aus 137 Bällen. Beste südafrikanische Bowler waren Kagiso Rabada mit 5 Wickets für 59 Runs und Nendre Burger mit 3 Wickets für 50 Runs. Für Südafrika bildeten Eröffnungs-Batter Dean Elgar und der dritte Schlagmann Tony de Zorzi eine Partnerschaft über 90 Runs, die mit de Zorzis Wicket nach 28 Runs endete. Daraufhin konnten Elgar gemeinsam mit David Bedingam eine weitere Partnerschaft über 131 Runs aufbauen. Bellingham schied für ein Fifty über 56 Runs aus, bevor der Tag frühzeitig wegen schlechtes Lichts beim Stand 256/5 endete. Am dritten Tag gelang es Elgar zusammen mit Marco Jansen den Vorsprung auszubauen. Zusammen erzielten sie eine Partnerschaft über 111 Runs, bevor Elgar sein Wicket nach einem Century über 185 Runs aus 287 Bällen verlor. Jansen fand mit Gerald Cotze, dem 19 Runs gelangen, einen weiteren Partner, bevor er das Innings ungeschlagen mit einem Fifty über 84* Runs beendete. Damit erhöhte er den Vorsprung auf 163 Runs. Bester indischer Bowler war Jasprit Bumrah mit 4 Wickets für 69 Runs. Im zweiten Innings der indischen Mannschaft konnten nur Virat Kohli mit einem Fifty über 76 Runs und Shubman Gill mit 26 Runs zweistelligen Zahlen erreichten, so dass das Spiel nach einer Session beendet war. Beste südafrikanische Bowler war Nandre Burger mit 4 Wickets für 33 Runs und Marco Jensen mit 3 Wickets für 36 Runs. Als Spieler des Spiels wurde Dean Elgar ausgezeichnet.

### Zweiter Test in Kapstadt
| 3. – 4. Januar Scorecard | Kapstadt | Südafrika 55 (23.2) & 176 (36.5) | – | Indien 153 (34.5) & 80-3 (12) |
|                          |          | Indien gewinnt mit 7 Wickets     |   |                               |

Südafrika gewann den Münzwurf und entschied sich als Schlagmannschaft zu beginnen. Nachdem sie innerhalb von 9.2 Overs vier Wickets verloren, konnten David Bedingham und Kyle Verreyenne das Innings etwas stabilisieren. Bedingham verlor in der Folge sein Wicket nach 12 Runs und Verreyenne nach 15 Runs. Die verbliebenen drei Wickets fielen kurz darauf und so endete das Innings nach nur 55 Runs. Bester indischer Bowler war Mohammed Siraj mit 6 Wickets für 15 Runs. Das indische Innings begann mit dem Verlust des Eröffnungs-Batters Yashasvi Jaiswal. Danach bildeten Rohit Sharma und Shubman Gill eine Partnerschaft über 55 Runs, die mit Sharmas Wicket nach 39 Runs endete. Gill konnte zusammen mit Virat Kohli den Vorsprung der Indier erweitern, wobei sie eine Partnerschaft von 33 Runs schafften. Nachdem Gill nach 36 ausgeschieden war, verlor Indien innerhalb von 11 Bällen die letzten sechs Wickets. Unter anderem schied Kohli nach 43 Runs aus. Beste südafrikanische Bowler waren mit jeweils drei Wickets Lungi Ngdidi (für 30 Runs), Kagiso Rabada (für 38 Runs) und Nandre Burger (für 42 Runs). Für Südafrika bildeten die Eröffnungs-Batter Dean Elgar und Aiden Markram eine Partnerschaft. Elgar schied nach 12 Runs aus und nachdem David Bedingham ins Spiel kam, endete der Tag beim Stand von 62/3. Am zweiten Tag schied Bedingham nach 11 Runs aus und an der Seite von Marram erreichte auch Marco Jansen 11 Runs. Markram schied nach einem Century über 106 Runs aus 103 Bällen aus und ermöglichte so Indien mit einer Vorgabe von 79 Runs erneut an den Schlag zu bringen. Bester indischer Bowler war Jasprit Bumrah mit 6 Wickets für 61 Runs. Die begann mit den Eröffnungs-Battern Rohit Sharma und Yashasvi Jaiswal. Jaiswals Wicket fiel nach 28 Runs, woraufhin Shubman Gill 10 und Virat Kohli 12 Runs erzielten. Sharma beendete daraufhin das Innings ungeschlagen mit 16* Runs, als Indien im 12. Over die Vorgabe einholte. Die südafrikanischen Wickets erzielten Marco Jensen, Nandre Burger und Kagiso Rabada. Mit nur 107 Overn war dies der kürzeste Test der Cricketgeschichte, der mit einer Entscheidung endete. Als Spieler des Spiels wurde Mohammed Siraj ausgezeichnet.

## Auszeichnungen

### Player of the Series
Als Player of the Series wurden der folgende Spieler ausgezeichnet:
| Serie | Player of the Series      |
| ----- | ------------------------- |
| Test  | Dean Elgar Jasprit Bumrah |
| ODI   | Arshdeep Singh            |
| T20   | Suryakumar Yadav          |

### Player of the Match
Als Player of the Match wurden die folgenden Spieler ausgezeichnet:
| Spiel   | Player of the Match |
| ------- | ------------------- |
| 1. Test | Dean Elgar          |
| 2. Test | Mohammed Siraj      |
| 1. ODI  | Arshdeep Singh      |
| 2. ODI  | Tony de Zorzi       |
| 3. ODI  | Sanju Sampson       |
| 1. T20  | –                   |
| 2. T20  | Tabraiz Shamsi      |
| 3. T20  | Suryakumar Yadav    |